# Ga Yên Dưỡng
Ga Yên Dưỡng là một nhà ga xe lửa tại thành phố Đông Triều, tỉnh Quảng Ninh. Nhà ga là một điểm của đường sắt Kép - Cái Lân và nối với ga Mạo Khê với ga Uông Bí.
| Ga trước Mạo Khê | Đường sắt Việt Nam Đường sắt Kép - Cái Lân | Ga sau Uông Bí |